# Cerise Leclerc
Pour les articles homonymes, voir Leclerc.
Cerise Leclerc, née le 26 juillet 1979, est une actrice française, animatrice et chanteuse .

## Biographie
Cerise Leclerc est révélée par son rôle de Lulubelle, la fille de Victor Lanoux, dans La Smala (1984) ou encore Cric, la fille de Jean-Pierre Bacri, dans Mort un dimanche de pluie (1986).
En 1988, elle publie un 45 tours intitulé Robot, Robot.
Elle anime On va gagner, une émission pour enfants sur FR3 aux côtés de Vincent Perrot de janvier à août 1988. Elle est également la présentatrice des programmes jeunesse d'Antenne 2 Chaud les glaçons ! et Cerise Surprises aux côtés de Philippe Giangreco entre septembre 1988 et juin 1989.
Elle travaille désormais dans la communication.

## Filmographie
- 1984 : La Smala de Jean-Loup Hubert : Lulubelle
- 1986 : Mort un dimanche de pluie de Joël Santoni : Cric Briand
- 1987 : Série noire de Maurice Dugowson : Marie
- 1987 : Septième Ciel de Jean-Louis Daniel : Zoé
- 1991 : Des cornichons au chocolat de Magali Clément : Nathalie
- 1997 : Marthe de Jean-Loup Hubert : la sœur de Pauline